# Gun Holmström
Gun Maria Holmström, född 6 mars 1964 i Borgå landskommun, är en finländsk videokonstnär. 
Efter studier i sociologi vid Åbo Akademi 1983–1989 studerade Holmström vid Limingo konstskola 1989–1990 och vid Åbo ritskola 1990–1993. I början experimenterade hon med olika material, som till exempel bivax, paraffin, tenn och körsbär och höll sin första utställning 1992. I mitten av 1990-talet studerade hon i sina videoinstallationer och teckningar maktstrukturer och ifrågasatte gamla könsrollsstereotyper och kom senare att sina installationer ta ställning i socialpolitiska frågor.